# 山鹿市立城北小学校
山鹿市立城北小学校（やまがしりつ しろきたしょうがっこう）は、熊本県山鹿市菊鹿町松尾にあった小学校。

## 沿革
- 1874年 - 明智（宮原）松尾、青莪、木野、稗方、米原（松尾校の出張校）の各小学校開校。
- 1879年6月 - 宮原、松尾、木野、稗方に各校が所在。
- 1881年 - 木野、坊山に菁莪校設置。
- 1882年2月 - 公立木野尋常小学校開校。
- 1882年8月 - 松尾尋常小学校開校
- 1883年 - 鐘掛松小学校設立
- 1884年 - 松尾、木野、菁莪、明智の各校が所在。
- 1885年 - 木野、菁莪が合併し木野小学校となる。
- 1887年 - 木野小学校本校となる。松尾、協同（米原）、明智（宮原）は支校となる。
- 1892年 - 明智（宮原）、松尾、協同（米原）支校は独立。
- 1895年 - 尋常小学校4校を3校とする。鐘掛松、宮原に分教場設置。
- 1902年 - 松尾小学校を松尾尋常小学校と改称。
- 1903年 - 鐘掛松小学校を鐘掛松小学校と改称。
- 1907年 - 松尾・木野・鐘掛松・宮原の4校合併し、城北尋常小学校となる。
- 1908年 - 現在地に新校舎落成。
- 1909年 - 城北尋常高等小学校と改称。
- 1941年4月1日 - 菊池郡城北国民学校と改称。
- 1947年4月1日 - 菊池郡城北村立城北小学校と改称。
- 1955年4月1日 - 菊鹿村立城北小学校と改称。
- 1965年10月1日 - 菊鹿町立城北小学校と改称。
- 2005年1月15日 - 山鹿市立城北小学校と改称。
- 2016年4月1日 - 山鹿市立六郷小学校、山鹿市立内田小学校、山鹿市立内田小学校矢谷分校、山鹿市立内田小学校山内分校と統合して山鹿市立菊鹿小学校へ

## 出身者
- 松野鶴平（政治家・木野小学校出身）